# ديون بيتس
ديون بيتس (بالإنجليزية: Dion Bates)‏ هو لاعب اتحاد الرغبي نيوزيلندي، ولد في 16 يوليو 1981 في إنفركارجل في نيوزيلندا.